# 2018 (文集)
2018是刘慈欣的一部科幻小说集，由江苏凤凰文艺出版社于2014年12月出版，共收录了2018、赡养人类、诗云等十三篇科幻小说。